# Jakaulewiczy (osiedle)
Jakaulewiczy (biał. Якаўлевічы; ros. Яковлевичи, Jakowlewiczi; pol. hist. Jakowlewicze) – osiedle na Białorusi, w obwodzie witebskim, w rejonie orszańskim, w sielsowiecie Zubawa. 